# Клевники
Клевники — деревня в Великолукском районе Псковской области России. Входит в состав сельского поселения «Борковская волость».
Расположена на юго-западе района на правом берегу реки Ловать, в 34 км к юго-западу от центра города Великие Луки и в 9 км к северо-востоку от волостного центра деревни Борки.

## Население
Численность населения деревни по оценке на 2000 год составляла 16 человек, на 2010 год — 15 человек.